# Karim (casa discografica)
La Karim è stata una casa discografica italiana attiva tra il 1961 e il 1966, anno in cui chiuse per fallimento.

## Storia
La Karim fu fondata nel 1961 da Ivo Chiesa, dall'ingegnere genovese Pino Gualco (marito di Olga Villi), da Giuseppe De André, da Gino Arduino, da Giovanni Fischetti e da Gaetano Pulvirenti; quest'ultimo era l'ex direttore vendite della RCA Italiana, oltre che fondatore e proprietario di una grossa società di distribuzione discografica (la Pulvirenti S.p.A.) e di altre etichette minori, tra cui la Ariel (di cui per due anni, nel 1964 e nel 1965, fu direttore artistico Piero Ciampi) e la Roman Record Company.
La Karim nacque dalla rilevazione (da parte di Chiesa, Gualco e De André) e dalla trasformazione societaria di una precedente casa discografica, Lo Specchio della Voce, attiva per tutti gli anni cinquanta e specializzata nello stampaggio e nella distribuzione di dischi a 78 giri.
Dal punto di vista aziendale, era una Società per azioni; la sede della casa discografica era a Roma, in via Guattani 8 (questa sede era gestita da Fischetti e Pulvirenti), ma aveva anche un ufficio a Milano, in Galleria del Corso 2, ed uno a Genova, gestito da Arduino, prima in via Maragliano 8 (traversa della centrale via XX settembre) e poi in piazza della Vittoria 11/a; nell'ultimo anno di attività, il 1966, probabilmente per ridurre i costi, la sede di Roma venne spostata in via Savoia 86, nella stessa sede della Distribuzione Pulvirenti S.p.A., dove aveva sede anche la Ariel.
Tra i produttori che lavorarono per l'etichetta il più noto fu Giorgio Calabrese, che scoprì e vi portò ad incidere Orietta Berti; tra i direttori d'orchestra che lavorarono agli arrangiamenti sono da ricordare Elio Isola ed Elvio Monti.
Per le registrazioni dei propri artisti, la Karim si appoggiava agli studi Dirmaphon situati in via Pola a Roma, che erano i vecchi studi di registrazione della RCA Italiana (prima di essere soppiantati da quelli al km. 12 della via Tiburtina a Roma).
Tra gli artisti che incisero per la Karim i più noti sono, oltre a Orietta Berti, Jula de Palma, Memo Remigi e Fabrizio De André (il quale era figlio del socio fondatore Giuseppe De André e fu il primo artista sotto contratto della casa).
La Karim pubblicò anche numerosi dischi contenenti brani di musica ballabile: sotto il nome esotico di qualcuno degli esecutori accreditati in etichetta, si celavano verosimilmente professionisti italiani. 
Tra i cantanti o musicisti stranieri di jazz o twist, ve ne sono molti che oggi risultano sconosciuti o dimenticati, tra cui Jack Hammer, Frank Barbato, Bob Azzam, il chitarrista inglese Bud Ashton e vari gruppi musicali come Les Scarlet o I 4+4 di Nora Orlandi.
Per la distribuzione nazionale la Karim si appoggiava ad altre etichette, tra cui la Durium (che la distribuì per il maggior numero di anni).
Nel 1966 fallì improvvisamente (insieme alla Ariel ed alla Pulvirenti), e il catalogo venne rilevato due anni dopo dalla Roman Record Company. Nel periodo immediatamente precedente al fallimento, Fabrizio De André fece causa alla casa discografica con l'accusa di non avere corrisposto una parte dei diritti d'autore dovuti.

## I dischi pubblicati
Per la datazione ci si basa sull'etichetta del disco, o sul vinile o, infine, sulla copertina, qualora nessuno di questi elementi avesse una datazione, ci si basa sulla numerazione del catalogo, se esistenti, sono riportati oltre all'anno il mese e il giorno (quest'ultimo dato si trova, a volte, stampato sul vinile).

### 33 giri 25 cm
| Numero di catalogo | Anno         | Interprete           | Titoli                                       |
| ------------------ | ------------ | -------------------- | -------------------------------------------- |
| KL 3007            | 1961         | Enrico Maria Salerno | Poesie di Pier Paolo Pasolini                |
| KL 3009            | 1961         | Valeria Moriconi     | La bisbetica domata di William Shakespeare   |
| KL 3011            | Ottobre 1961 | Glauco Mauri         | L'ultimo nastro di Krapp                     |
| KL 3012            | 1961         | Valeria Moriconi     | Jacques o la sottomissione di Eugene Jonesco |

### 33 giri 30 cm
| Numero di catalogo | Anno        | Interprete        | Titoli                     |
| ------------------ | ----------- | ----------------- | -------------------------- |
| KLP 1001           | 1961        | Piero Piccioni    | Il mondo di notte numero 2 |
| KLP 301            | 1963        | Jack Hammer       | The Twist King             |
| KLP 302            | 1963        | Artisti vari      | La notte più lunga         |
| KLP 303            | 1963        | Artisti vari      | La notte più lunga 2       |
| KLP 13             | 1966        | Fabrizio De André | Tutto Fabrizio De André    |
| KLP 14             | Maggio 1966 | Mal Waldron       | Mal Waldron Trio           |
| KLP 15             | 1966        | Eleanor Waddell   | American Folksongs         |

### 45 giri
| Numero di catalogo | Anno          | Interprete                                | Titoli                                                                     |
| ------------------ | ------------- | ----------------------------------------- | -------------------------------------------------------------------------- |
| KN 001             | ottobre 1961  | Anna Grilloni                             | Zanzara cha cha cha/Parlo da sola                                          |
| KN 101             | ottobre 1961  | Fabrizio                                  | Nuvole barocche/E fu la notte                                              |
| KN 102             | 1961          | Renzo D'Angelo                            | Una lettera dal cielo/Dormire                                              |
| KN 103             | 1961          | Fabrizio                                  | La ballata del Miché/La ballata dell'eroe                                  |
| KN 104             | 1961          | Josepe Torres y sus Cumbacitos            | Brigitte Bardot/Tchouc tchouc                                              |
| KN 105             | 1961          | Tommy Hawk/Trio Los Caribes               | Amor/La novia                                                              |
| KN 106             | 1961          | Nora Orlandi                              | Io e te/Fuori città                                                        |
| KN 107             | 1961          | Nora Orlandi                              | Un uomo come te/Eva                                                        |
| KN 109             | 1961          | Lydia Mc Donald e i 4 + 4 di Nora Orlandi | Beneath a western sky/Charleston                                           |
| KN 110             | 1961          | Lydia Mc Donald e i 4 + 4 di Nora Orlandi | Reno/Freddy Flinton                                                        |
| KN 111             | 1961          | Piero Piccioni e la sua orchestra         | When A Love Affair Is Through/T.N.T. Red                                   |
| KN 114             | 1961          | Lydia Mc Donald e i 4 + 4 di Nora Orlandi | Il mondo di notte nr.2                                                     |
| KN 116             | 1961          | Jimmy Pratt's Group con Norman Shobey     | Amor/Diddleyeah twist                                                      |
| KN 117             | 1961          | Jimmy Pratt's Group con Norman Shobey     | Hit the Road, Jack/The Work Song                                           |
| KN 118             | 1962          | Jack Hammer                               | Let's Twist Again/Kissin' Twist                                            |
| KN 119             | 1962          | Bob Azzam                                 | La donna dei sogni/One finger one thumb                                    |
| KN 120             | 1962          | Bob Azzam                                 | Un giorno ti dirò/Cinque minuti ancora                                     |
| KN 121             | 1962          | Orietta Berti                             | Non ci sarò/Franchezza                                                     |
| KN 122             | 1962          | Orietta Berti                             | Se non avessi più/Chanson de novembre                                      |
| KN 123             | 1962          | Memo Remigi                               | Ti amo/Le tue lacrime                                                      |
| KN 124             | 1962          | Elio Isola e la sua Orchestra             | Passerà/Wheels                                                             |
| KN 125             | 1962          | Jack Hammer                               | Kissin' Twist/Spelling Twist                                               |
| KN 126             | 1962          | Jack Hammer                               | Boogie Woogie Twist/Crazy Twist                                            |
| KN 127             | 1962          | The Flakes                                | The flake/One-Two-Three-Wail                                               |
| KN 128             | 1962          | Bobby Rydell                              | Fatty Fatty/Happy Happy                                                    |
| KN 129             | 1962          | Chubby Sax & his Twistbrothers            | Twisting liebestraum/Twisting the twist                                    |
| KN 130             | 1962          | Tony Bass                                 | Ching ching/Mexico                                                         |
| KN 131             | 1962          | Jack Hammer                               | Young only once/Number 2 5 3 9                                             |
| KN 132             | 1962          | Jack Hammer                               | Come Twist Around the Clock/Twistin' Blues                                 |
| KN 133             | 1962          | Jack Hammer                               | Twist in the morning/Twistin' kinhout                                      |
| KN 134             | 1962          | Memo Remigi                               | Il volto/Se due sposi si danno la mano                                     |
| KN 135             | 1962          | Jack Hammer                               | Juliette/Twist and shout                                                   |
| KN 136             | 1962          | Memo Remigi                               | Come mai/Se te ne andrai                                                   |
| KN 137             | 1962          | Arnaldo Ciato e il suo quintetto          | Come mai/Fermiamoci                                                        |
| KN 138             | 1962          | I 4+4 di Nora Orlandi                     | Cuando calienta el sol/Quel tuo vestito rosso                              |
| KN 139             | 1962          | Los primos rabal                          | Cuando calienta el sol/La del vestito rojo                                 |
| KN 140             | 1962          | Memo Remigi                               | Non so chi sei/C'est la vie, c'est l'amour                                 |
| KN 141             | 1962          | Nico Gomez y su orquesta tipica           | Moliendo cafè/Perdido cha-cha                                              |
| KN 142             | 1962          | Nico Gomez y su orquesta tipica           | Pedro twist/El cucu                                                        |
| KN 143             | 1962          | Bob Azzam e la sua orchestra              | Guardando il cielo/Sonata                                                  |
| KN 144             | 1962          | Bob Azzam e la sua orchestra              | Cri de ma vie/Loulou                                                       |
| KN 145             | 1962          | Jack Hammer                               | Amor Amor Amor/Choo-choo twist                                             |
| KN 146             | 1962          | Wild Bill Davis Orchestra                 | The Madison Time (part I)/The Madison Time (part II)                       |
| KN 147             | 1962          | Les Fingers                               | Il grande madison/Pas cette chanson                                        |
| KN 148             | 1962          | Jack Hammer                               | The wiggle/Viggling fool                                                   |
| KN 149             | 1962          | Nino de Murcia                            | Esperanza/Nostalgia india                                                  |
| KN 150             | 1962          | Ronn Clay                                 | A steel guitar and a glass of wine/Do you want to dance                    |
| KN 151             | 1962          | Paul Rich                                 | Roses are red/I can't stop loving you                                      |
| KN 152             | 1962          | Budd Ashton/Kay Barry                     | Guitar Tango/Speak to me pretty                                            |
| KN 153             | 1962          | Dick Muller and his orchestra             | Il giorno più lungo/Yankee Doodle                                          |
| KN 154             | 1962          | Mireille Miailhe/Peret (assolo chitarra)  | Le tourbillon/Romanza anonima                                              |
| KN 155             | 1962          | Jula de Palma                             | Du du da da da/Buonasera                                                   |
| KN 156             | 1962          | Jula de Palma                             | Le tue mani/Lui di lei                                                     |
| KN 157             | 1962          | Frank Barbato                             | Le nostre ore/C'est la vie, c'est l'amour                                  |
| KN 158             | 1962          | Les Scarlet                               | Chariot/J'entend siffler le train                                          |
| KN 159             | 1962          | Paul Rich                                 | Our favourite melody/Dancin' party                                         |
| KN 160             | 1962          | Memo Remigi                               | Oui je sais/Non ci credo                                                   |
| KN 161             | 1962          | Marion Williams                           | The loco-motion/Little miss lonely                                         |
| KN 162             | 1962          | Bud Ashton                                | Telstar/You don't know me)                                                 |
| KN 163             | 1962          | Les Scarlet                               | Cheveux fous et levres roses/Ballade a Sylvie                              |
| KN 164             | dicembre 1962 | Jackie Kern                               | Desafinado (Stonato)/Ting tung                                             |
| KN 165             | dicembre 1962 | Jackie Kern                               | Desafinado (Slightly Out of Tune)/Ting tung                                |
| KN 166             | 1962          | Jack Hammer                               | Tris di twist: Kissing twist-Boogie boogie twist/Twistin' blues            |
| KN 167             | 1962          | Les Scarlet                               | Esperanza/Un Mexicain                                                      |
| KN 168             | 1962          | Ronnie Angel                              | Tjoelala twist/White roses                                                 |
| KN 169             | 1962          | Kay Barry                                 | Sherry/Non one can make my sunshine smile                                  |
| KN 170             | Gennaio 1963  | Jula de Palma                             | Nui ce lassammo/'na fronna                                                 |
| KN 171             | 1963          | Tahuiti                                   | Tamuré Hivinau/Poa                                                         |
| KN 172             | 1963          | Tahuiti                                   | Tamuré Afetia/Ute                                                          |
| KN 174             | 1963          | Jack Hammer                               | Electricity/Fire baby                                                      |
| KN 176             | 1963          | The Satellites                            | Buzz Buzz/We Like Birdland                                                 |
| KN 177             | 1963          | Fabrizio                                  | Il fannullone/Carlo Martello ritorna dalla battaglia di Poitiers           |
| KN 181             | 1963          | Lucky Pistoia                             | Anche gli angeli son dei duri/Vieni                                        |
| KN 182             | 1963          | The Rochelles                             | Watermelon Man/Tuna alla King                                              |
| KN 183             | 1963          | Bud Ashton                                | Boss Guitar/Hava Nagila                                                    |
| KN 184             | 1963          | Fabrizio                                  | Il testamento/La ballata del Miché                                         |
| KN 185             | 1963          | Rocky Messina                             | Buonanotte bambino/Limbo rock italiano                                     |
| KN 186             | 1963          | Memo Remigi                               | Che cosa ci regala l'estate/Non ci credo                                   |
| KN 187             | 1963          | Giampiero Boneschi e la sua orchestra     | O taxidromos pefane/Ma mandolino                                           |
| KN 188             | 1963          | Memo Remigi                               | La botte/Eri un'abitudine                                                  |
| KN 189             | 1963          | Jack Hammer                               | Can't You Do It/It's Good                                                  |
| KN 190             | 1963          | Jack Hammer                               | Ehi Jack!/Incantesimo                                                      |
| KN 191             | 1963          | Guidone e i suoi amici                    | Scendiamo insieme sugli sci/Bella bimba                                    |
| KN 192             | 1963          | Francisco Heredero                        | Dame felicidad/No te creo                                                  |
| KN 194             | 1964          | Fabrizio                                  | La guerra di Piero/La ballata dell'eroe                                    |
| KN 204             | 1964          | Fabrizio                                  | Valzer per un amore/La canzone di Marinella                                |
| KN 205             | 1965          | Lello Avallone                            | Questi ricordi/Tu non sai...                                               |
| KN 206             | 1965          | Fabrizio                                  | Per i tuoi larghi occhi/Fila la lana                                       |
| KN 207             | 1965          | Tano La Leggia                            | La vita continua/Non vali niente                                           |
| KN 208             | 1965          | Giuliana Milan                            | Sola/Stringendomi le mani                                                  |
| KN 209             | 1965          | Fabrizio                                  | La città vecchia/Delitto di paese                                          |
| KN 210             | 1966          | Giuliana Milan                            | Ballata per un amore perduto/Candeline di cera                             |
| KN 211             | 1966          | Marzia Ubaldi                             | La città sulla collina/La ballata dell'amore cieco (o della vanità)        |
| KN 212             | 1966          | Marzia Ubaldi                             | Amore senza luce/Ancora un poco                                            |
| KN 214             | 1966          | Fabrizio                                  | La canzone dell'amore perduto/La ballata dell'amore cieco (o della vanità) |
| KN 215             | aprile 1966   | Fabrizio                                  | Geordie/Amore che vieni, amore che vai                                     |
| KN 216             | 1966          | Antonio e Salvatore                       | Che caldo fa/Dieci lire                                                    |
| KN 218             | 1966          | Antonio e Salvatore                       | Fu colpa mia/Canzone a due voci                                            |
| KN 219             | 1966          | Luigi Pazzaglini                          | Se.../Adesso che tutto è passato                                           |
| KN 222             | 1966          | Daniela                                   | Il bene che ti voglio/Non sai, tu non sai                                  |
| KN 224             | 1966          | Luigi Pazzaglini                          | Non voglio fermarti/Rivediamoci                                            |
| KN 225             | 1966          | Nicoletta                                 | Sotto l'ombrellone/Le cose inutili                                         |

### 45 giri con numerazioni speciali
| Numero di catalogo | Anno | Interprete                 | Titoli                                    |
| ------------------ | ---- | -------------------------- | ----------------------------------------- |
| KCR 4001           | 1963 | Calimbo Steel Band         | South of the border/                      |
| KCR 4003           | 1963 | Bob Vaught & The Renegaids | Surfin safari/Blue moon                   |
| KP 5005            |      | André Verchuren            | El relicario/Coplas                       |
| KP 5012            |      | Benito Cocas               | Chica chica boum/Garota de Paris          |
| KP 5014            | 1964 | Roland Zaninetti           | Hi ! Tirol/Tyrolean smile                 |
| KP 5017            | 1965 | Roland Zaninetti           | Alsace-Tyrol/Love Of A Mountainer         |
| KP 5019            | 1965 | Raymond Jouart             | Bird Of Tyrol/Majestic                    |
| KP 5027            | 1966 | Juan Paul Lenan            | Una plegaria/Ultima corsa                 |
| KP 5029            | 1966 | Juan Paul Lenan            | Bandoneon rebelde/Rossella                |
| KP 5032            | 1966 | Complesso Monti-Zauli      | West Holidays/Monitor                     |
| KP 5036            | 1966 | Complesso Monti-Zauli      | Letkiss let Miss/Seven Letkiss            |
| KA 3301            | 1966 | Chicco                     | Non mi pentirò/Se tu mi vuoi avere per te |
| KA 3302            | 1966 | Plinio Maggi               | Una storia senza fine/Sei sola            |
| EDC 715            | 1966 | Antonio e Salvatore        | Biancavilla/Cosi come viene               |
|                    |      |                            |                                           |

### 45 giri della Assolo
La Assolo era una sottoetichetta della Karim, con sede a Genova; il direttore artistico era Gian Piero Reverberi
| Numero di catalogo | Anno | Interprete      | Titoli                        |
| ------------------ | ---- | --------------- | ----------------------------- |
| SAS 1001           | 1962 | Sergio Sandrini | Cercatemi/Quando ti vedo così |
| SAS 1002           | 1962 | Michele         | Ma se tu vorrai/Piango        |

### EP
| Numero di catalogo | Anno              | Interprete                 | Titoli                                                                           |
| ------------------ | ----------------- | -------------------------- | -------------------------------------------------------------------------------- |
| KEP 2001           | 1962              | Bob Azzam                  | One finger one thumb/Cinque minuti ancora/La donna dei sogni/Un jour je te dirai |
| KEP 401            | 21 settembre 1965 | Elvio Monti e Franco Zauli | Scherzo scozzese/Parintintin/Petronius/Passo ridotto                             |
| KEP 402            | 1966              | Elvio Monti                | Meridiana/El Toro/Libellula/Mandolinata                                          |
| KEP 403            | 1966              | The Fenders                | Ma che m'importa/Se.../Adesso che tutto è passato/Come io amo te                 |
| KEP 404            | 1966              | The Fenders                | Caravan Beat/Bass Reflex/Malumba/Forza ragazzi!                                  |
| KEP 407            | 1966              | Joseph Montzel             | Organ Hard/West Ride/Luci di Tokio/Telly                                         |
| KEP 408            | 1966              | Elvio Monti                | La vita continua/Questi ricordi/Tu non sai/Non vali niente                       |